# Дэвис, Джим (мультипликатор)
Джеймс Роберт (Джим) Дэвис (англ. James Robert «Jim» Davis; род. 28 июля 1945, Марион, штат Индиана, США) — американский художник, известный как автор комиксов о коте Гарфилде.

## Биография
Родился и вырос в Индиане. Детство провёл на ферме в Фэйрмонте (Индиана). Окончил университет Болл. Некоторое время работал в рекламном агентстве, а также принимал участие в создании комиксов Тома Райана Tumbleweeds. Затем Дэвис создал свой комикс под названием Gnorm Gnat, который публиковался в индианской газете The Pendleton Times.
В 1978 году начал публиковать комиксы о Гарфилде (первый стрип появился 19 июня). Комикс быстро завоевал популярность, в настоящее время ежедневно «Гарфилда» читает около двухсот миллионов человек. Джим Дэвис принимал участие в создании мультипликационного сериала «Гарфилд и его друзья», основанного на комиксе. В 1981 году основал компанию Paws Incorporated.
Джим Дэвис был дважды женат. В настоящее время он состоит в браке с Джилл Дэвис и проживает в Олбани (Индиана). У Дэвиса четверо детей — сын Александр от первого брака и трое сыновей (Джеймс, Эшли и Кристофер) от второго.